# Мацуката Кодзиро
Кодзиро Мацуката (яп. 松方 幸次郎) (17 января 1865 — 24 июня 1950) — японский бизнесмен и собиратель предметов искусства.
Родился в Сацуме (в настоящее время префектура Кагосима) в 1865 году, образование получил в США, стал секретарем премьер-министра Японии во время администрации его отца — Мацуката Масаёси между 1891 и 1892 годами.

## Бизнесмен
Шозо Кавасаки — глава и основатель компании Кавасаки выбрал Кодзиро Мацуката своим преемником, и в 1896 году он был назначен первым президентом Kawasaki Dockyard Co., Ltd. Мацуката занимал это положение на протяжении 32 лет до 1928 года.
Расширяя бизнес в направлении производства подвижного состава, самолето- и судостроении, и первым в Японии введя восьмичасовой рабочий день, а также предприняв ряд других мер, он сделал Кавасаки ведущей индустриальной компанией в Японии.

## Собиратель предметов искусства
Кодзиро Мацуката был также известен как коллекционер. Он верил, что будущее Японии зависит от того, насколько она сможет европеизироваться. Мацуката мечтал создать музей в Токио, где каждый желающий мог бы познакомиться с западной культурой и искусством.
Он много путешествовал по Европе и инвестировал своё состояние в тысячи европейских шедевров живописи, скульптуры и другие произведения изобразительного искусства. Мацуката известен как хороший друг  Клода Монэ.
Но финансовые проблемы, настигшие его в 1927 году, помешали воплощению этих грандиозных замыслов, ему пришлось продать значительную часть своей коллекции. Оставшаяся часть коллекции была размещена на складах в Лондоне и Париже. В 1939 году склад в Лондоне и все хранившиеся там картины сгорают дотла. Все, что осталось от некогда богатейшей коллекции — это предметы хранившееся в Париже. Во время Второй мировой войны французское правительство предъявило права на коллекцию, и картины были возвращены в Японию только в 1959 году согласно сан-францисскому мирному соглашению.
Всего переданная Японии коллекция насчитывала 370 работ, включая 196 предметов живописи и 63 скульптур, включая одну из копий скульптуры Мыслитель Огюста Родена, которая в настоящее время установлена перед Национальным музеем западного искусства в г. Токио. И хотя большинство предметов коллекции были переданы Японии, 14 ценных картин Моне, Ван Гога и других художников были удержаны для заполнения пробела во Французской национальной коллекции.
Мацуката хотел создать базу для появления музея европейского искусства, и, хотя эта цель не была достигнута при его жизни, созданный в 1959 году Национальный музей западного искусства в Токио был основан вокруг его частной коллекции.
Кроме того, в начале 20-го века Мацуката Кодзиро начал коллекционировать со всего мира японские гравюры Укиё-э. Мацуката собрал 1925 гравюр за рубежом и, как полагают, был первым в Японии коллекционером укиё-э. В настоящее время, около 8000 укиё-э из коллекции Мацуката, размещены в Национальном музее современного искусства в Токио.